# АНТ-8
МДР-2 (інша назва АНТ-8) — «морський дальній розвідник другий», розроблений ОКБ Туполєва, який здійснив перший політ 1931 року.

## Історія літака
На початку 1920-х років у СРСР почали відновлювати військово-морський флот, але здійснити будівництво великої кількості великих бойових кораблів молода держава була не в змозі. Великий наголос зробили на розвиток субмарин, торпедних катерів і морських літаків; останні коштували небагатьох грошей і водночас дозволяли вирішувати завдання з оборони досить ефективно.
У березні 1923 року було затверджено програму розробки серії гідролітаків різного призначення. У 1925 року цю програму значно розширюють, включивши туди кілька нових тоді типів літаків. Одним із таких літаків був так званий «розвідник відкритого моря» (РВМ).
Припускали, що цей проект здійсниться у вигляді човна, що літає, що має тривалість польоту до 6 годин, крейсерську швидкість 150 км/год і стелю 4 500 м. Завдання було сформульовано дуже жорстко і не цілком професійно. Надмірно висока дальність і тривалість польоту мала забезпечуватися двома відносно слабкими (по 450 к.с.) двигунами «Лорен-Дітріх». Влітку того ж року створення РВМ поклали на два конструкторські колективи.
Під керівництвом Д. П. Григоровича у Відділі морського досвідченого літакобудування (ОМОС) приступають до створення проекту човна зі змішаною конструкцією; вона отримала назву МДР-1 чи РВМ-1.
В АГОС (авіація, гідроавіація та дослідне будівництво) ЦАГІ почали працювати над суцільнометалевим МДР-2; він, як і всі літаки Туполєва, отримав і другу назву — АНТ-8.
У 1932 році планувалося здійснити великий переліт на МДР-2 трасою Північного морського шляху. Літак мав пройти маршрутом Архангельськ — Уелен, потім через Петропавловськ-Камчатський і Охотськ йти на Миколаївськ-на-Амурі. Дорогою гідролітака планували здійснювати аерофотозйомку, але запланований великий переліт здійснити не вдалося; гідролітак так і залишився експериментальним.

## Конструкція
Двомоторний, суцільнометалевий човен-високоплан, що літає, з вільнонесучим крилом і двома несучими поплавцями. Екіпаж п'ять чоловік: передній стрілець, командир виконував функції бомбардира, радиста та фотографа, два пілоти та задній стрілець.
,Фюзеляж — двореданий човен, розділений на п'ять відсіків з водонепроникними перегородками з люками, що герметично закриваються. Поперечний силовий набір — 27 силових та 15 проміжних шпангоутів. Поздовжній силовий набір — кільбалка, кільсони та стрінгери. Обшивка — листи кольчугалюмінію. На кожному борту було розташовано по три ілюмінатори.
- Крило — трапецієподібне, складалося з центроплану та двох відокремлених частин. Поздовжній силовий набір центроплана — чотири ферменні лонжерони з кольчугалюмінієвих труб, лонжерони були встановлені паралельно. Поперечний силовий набір центроплана — шість нервюр, на бортових нервюрах розміщувалися вузли кріплення до силових шпангоутів човна, на двох інших нервюрах знаходилися вузли кріплення поплавців. Каркас відокремленої частини крила складався з чотирьох лонжеронів змінного перерізу, стрінгерів та восьми нервюр. Обшивка листів гофрованого кольчугалюмінію.

- Хвостове оперення — Однокільове з високорозташованим переставним стабілізатором. Стабілізатор переставлявся за допомогою тросової передачі через барабан, що обертається.

Шасі — було необхідно для викочування літака з ангара та спуску його на воду. Складалося з двох опор у кожному з яких було по одному колесу.
- Силова установка — два двигуни BMW VI по 500 к.с., з гвинтами, що штовхають, розташовані над крилом. Управління двигунами здійснювалося жорсткими тягами з кабіни пілотів. Бензин розміщувався в десяти баках, розташованих на крилах. Загальний об'єм 1698 літрів. Біля кожного двигуна встановлювалися маслобаки. Баки були клепаної конструкції з листового кольчугалюмінію.

- Обладнання — У кабіні командира розміщувалися: приладова дошка з годинником, покажчиками швидкості та висоти, компас, скидувач та бомбовий приціл. Біля лівого борту розташовувалася рація, передавач та прилади рації. Там також монтувався фотоапарат. По лівому борту розміщувалися п'ять аеронавігаційних бомб та якір. Зв'язок пілотської кабіни із заднім стрільцем здійснювався через переговорний пристрій. Кабіна командира мала освітлення та обігрів. У кабіні пілотів на дошці приладів розміщувалися: висотомір, покажчик швидкості, гіровказівник і компас. У кабіні заднього стрілка — покажчик швидкості, висотомір та компас.

- Озброєння — п'ять кулеметів: два на турелі в кабіні переднього стрільця, два на турелі, що перекочується, в кабіні заднього стрільця один на шворні в кабіні командира. Бомбове озброєння розміщувалося під центропланом. Загальна вага бомб — до 900 кг.

## Льотно-технічні характеристики
- Розмах крила, м — 23,7;
- Довжина, м — 17,03;
- Висота, м — 5,67;
- Площа крила, м ² — 83,96;
- Маса, кг:
порожнього літака — 4560;
нормальна злітна — 6665;
максимальна злітна — 6920;
- Тип двигуна — 2×ПД BMW VI (М-17);
- Потужність, л. с. — 2×680;
- Максимальна швидкість, км/год:
біля землі — 202;
на висоті — 186;
- Крейсерська швидкість, км/год — 178;
- Практична дальність, км — 1062;
- Тривалість польоту, год — 5.0;
- Максимальна скоропідйомність, м/хв — 143;
- Практична стеля, м — 3580;
- Екіпаж — 3 чол;

### Озброєння

#### Стрілецьке
- 2 × 7,62-мм спарені кулемети ТАК-2,
- 1 × 7,62 мм кулемет ТАК;

#### Бомбове навантаження
- до 900 кг бомб на зовнішній підвісці.